# Thivencelle
Thivencelle é uma comuna francesa na região administrativa de Altos da França, no departamento do Norte. Estende-se por uma área de 4.03 km². Em 2010 a comuna tinha 845 habitantes (densidade: 209,7 hab./km²).